# Wysiedle (gromada)
Wysiedle (od 31 XII 1959 Łobez) – dawna gromada, czyli najmniejsza jednostka podziału terytorialnego Polskiej Rzeczypospolitej Ludowej w latach 1954–1972.
Gromady, z gromadzkimi radami narodowymi (GRN) jako organami władzy najniższego stopnia na wsi, funkcjonowały od reformy reorganizującej administrację wiejską przeprowadzonej jesienią 1954 do momentu ich zniesienia z dniem 1 stycznia 1973, tym samym wypierając organizację gminną w latach 1954–1972.
Gromadę Wysiedle z siedzibą GRN w Wysiedlu utworzono – jako jedną z 8759 gromad na obszarze Polski – w powiecie łobeskim w woj. szczecińskim na mocy uchwały nr V/46/54 WRN w Szczecinie z dnia 5 października 1954. W skład jednostki weszły obszary dotychczasowych gromad Bonin, Niegrzebia, Rynowo, Suliszewice, Tarnowo i Wysiedle ze zniesionej gminy Zajezierze w tymże powiecie. Dla gromady ustalono 13 członków gromadzkiej rady narodowej.
1 stycznia 1958 do gromady Wysiedle włączono miejscowości Zajezierze, Zagórzyce i Rożnowo Łobeskie ze zniesionej gromady Zajezierze w tymże powiecie.
31 grudnia 1959 do gromady Wysiedle włączono miejscowości Meszne, Cichowo, Zachełmie, Kniewo, Dobieszewo, Unimie i Raczkowo  ze zniesionej gromady Rekowo w tymże powiecie, po czym gromadę Wysiedle zniesiono, przenosząc siedzibę GRN z Wysiedla do Łobza i zmieniając nazwę jednostki na gromada Łobez.